# Чемпіонат світу з волейболу серед дівчат
Чемпіонати світу з волейболу серед дівчат — змагання для жіночих юніорських збірних, що проводяться під егідою  Міжнародної федерації волейболу (FIVB).
Проводяться з 1989 року. Періодичність — один раз на два роки по непарних роках. У змаганнях беруть участь спортсменки до 18 років.

## Призери
| Рік  | Місце проведення            | 1-е місце      | 2-е місце | 3-е місце      |
| ---- | --------------------------- | -------------- | --------- | -------------- |
| 1989 | Куритиба (Бразилія)         | СРСР           | Бразилія  | Японія         |
| 1991 | Лісабон (Португалія)        | Південна Корея | Бразилія  | СРСР           |
| 1993 | Братислава (Словаччина)     | Росія          | Японія    | Південна Корея |
| 1995 | Орлеан (Франція)            | Японія         | Росія     | Італія         |
| 1997 | Чіангмай (Таїланд)          | Бразилія       | Росія     | Італія         |
| 1999 | Мадейра (Португалія)        | Японія         | Бразилія  | Південна Корея |
| 2001 | Пула, Рієка (Хорватія)      | КНР            | Бразилія  | Польща         |
| 2003 | Піла, Влоцлавек (Польща)    | КНР            | Італія    | Бразилія       |
| 2005 | Макао (Китай)               | Бразилія       | Росія     | Італія         |
| 2007 | Мехікалі, Тіхуана (Мексика) | КНР            | Туреччина | Росія          |
| 2009 | Накхонратчасіма (Таїланд)   | Бразилія       | Сербія    | Бельгія        |
| 2011 | Анкара (Туреччина)          | Туреччина      | КНР       | Сербія         |
| 2013 | Накхонратчасіма (Таїланд)   | КНР            | США       | Бразилія       |